# Ilebier
Ilebier (ros. Илебер) – wieś (dieriewnia) w Rosji, w Tatarstanie, w rejonie sabińskim. W 2021 liczyła 564 mieszkańców.